# Ренар, Алексис
Алексис Ренар (фр. Alexis Renard); (род. 1 июня 1999, Сен-Бриё) — французский профессиональный шоссейный велогонщик, выступающий  c 2020 года за команду мирового тура «Israel Start-Up Nation».

## Достижения
2017
1-й — Этап 1 Гран-при Рублиланда (юниоры)
3-й  Чемпионат Франции — Групповая гонка (юниоры)
5-й Tour du Valromey (юниоры) — Генеральная классификация
1-й — Этап 1